# Neumania distincta
Neumania distincta är en kvalsterart som beskrevs av Marshall 1922. Neumania distincta ingår i släktet Neumania och familjen Unionicolidae. Inga underarter finns listade i Catalogue of Life.